# Astronautgrupp
En astronautgrupp är en grupp personer som vid ett visst tillfälle har antagits till astronaututbildning. 

## Europa

### ESA

#### ESA-grupp 1
Ulf D. Merbold, Claude Nicollier, Wubbo J. Ockels och Franco E. Malerba

#### ESA-grupp 2
Christer Fuglesang, Thomas Reiter, Jean-François A. Clervoy, Maurizio Cheli, Marianne Merchez och Pedro F. Duque

## USA

### NASAs astronautgrupper
Dessa grupper är uttagna till NASAs reguljära astronautkår. Den första gruppen togs ut 9 april 1959. Under de sista åren har astronautgrupper tagits ut med ett intervall om i genomsnitt vartannat år.

#### Astronautgrupp 1[1]
M. Scott Carpenter, L. Gordon Cooper, John Glenn, Virgil I. Grissom, Walter Schirra, Alan Shepard och Deke Slayton

#### Astronautgrupp 2[1]
Neil Armstrong, Frank Borman, Charles P. Conrad, Jim Lovell, James A. McDivitt, Elliott M. See, Thomas P. Stafford, Edward H. White och John W. Young

#### Astronautgrupp 3[1]
Buzz Aldrin, William A. Anders, Charles A. Bassett, Alan L. Bean, Eugene A. Cernan, Roger B. Chaffee, Michael Collins, Walter Cunningham, Donn F. Eisele, Theodore C. Freeman, Richard F. Gordon, Russell L. Schweickart, David R. Scott och Clifton C. Williams

#### Astronautgrupp 4[1]
Owen Garriott, Edward Gibson, Duane E. Graveline, Joseph P. Kerwin, F. Curtis Michel och Harrison H. Schmitt

#### Astronautgrupp 5[1]
Vance D. Brand, John S. Bull, Gerald P. Carr, Charles Duke, Joe Engle, Ronald E. Evans, Edward G. Givens, Fred W. Haise, James B. Irwin, Don Lind, Jack R. Lousma, Thomas K. Mattingly, Bruce McCandless, Edgar Mitchell, William Pogue, Stuart Roosa, Jack Swigert, Paul J. Weitz och Alfred Worden

#### Astronautgrupp 6[1]
Joseph P. Allen, Philip K. Chapman, Anthony W. England, Karl G. Henize, Donald Holmquest, William B. Lenoir, John A. Llewellyn, Story Musgrave, Brian O'Leary, Robert A. Parker och William E. Thornton

#### Astronautgrupp 7[1]
Karol J. Bobko, Robert Crippen, C. Gordon Fullerton, Henry Hartsfield, Robert F. Overmyer, Donald H. Peterson och Richard H. Truly

#### Astronautgrupp 8[1]
Guion S. Bluford, Daniel C. Brandenstein, James F. Buchli, Michael L. Coats, Richard O. Covey, John O. Creighton, John M. Fabian, Anna Lee Fisher, Dale Gardner, Robert L. Gibson, Frederick D. Gregory, S. David Griggs, Terry J. Hart, Frederick Hauck, Steven A. Hawley, Jeffrey A. Hoffman, Shannon W. Lucid, Jon A. McBride, Ronald E. McNair, Mike Mullane, Steven R. Nagel, George D. Nelson, Ellison S. Onizuka, Judith A. Resnik, Sally Ride, Francis R. Scobee, Margaret Rhea Seddon, Brewster H. Shaw, Loren J. Shriver, Robert L. Stewart, Kathryn D. Sullivan, Norman Thagard, David M. Walker, James van Hoften och Donald E. Williams

#### Astronautgrupp 9[1]
James P. Bagian, John E. Blaha, Charles F. Bolden, Roy D. Bridges, Franklin R. Chang-Diaz, Mary L. Cleave, Bonnie J. Dunbar, William F. Fisher, Guy Gardner, Ronald J. Grabe, David C. Hilmers, David C. Leestma, John M. Lounge, Bryan D. O'Connor, Richard N. Richards, Jerry L. Ross, Michael J. Smith, Sherwood C. Spring och Robert C. Springer

#### Astronautgrupp 10[1]
James C. Adamson, Ellen S. Baker, Mark N. Brown, Kenneth D. Cameron, Sonny Carter, John H. Casper, Frank L. Culbertson, Sidney M. Gutierrez, L. Blaine Hammond, Marsha S. Ivins, Mark C. Lee, G. David Low, Michael J. McCulley, William M. Shepherd, Kathryn C. Thornton, Charles Lacy Veach och Jim Wetherbee

#### Astronautgrupp 11[1]
Jerome Apt, Michael A. Baker, Robert D. Cabana, Brian Duffy, Charles D. Gemar, Linda M. Godwin, Terence T. Henricks, Richard J. Hieb, Tamara E. Jernigan, Carl J. Meade, Stephen S. Oswald, Stephen D. Thorne och Pierre J. Thuot

#### Astronautgrupp 12[1]
Thomas D. Akers, Andrew M. Allen, Kenneth D. Bowersox, Curtis L. Brown, Kevin P. Chilton, N. Jan Davis, C. Michael Foale, Gregory J. Harbaugh, Mae Jemison, Donald R. McMonagle, Bruce E. Melnick, William F. Readdy, Kenneth S. Reightler, Mario Runco och James S. Voss

#### Astronautgrupp 13[1]
Daniel W. Bursch, Leroy Chiao, Michael R. Clifford, Kenneth D. Cockrell, Eileen Collins, Nancy J. Currie, William G. Gregory, James D. Halsell, Bernard A. Harris, Susan J. Helms, Thomas D. Jones, William S. McArthur, James H. Newman, Ellen Ochoa, Charles J. Precourt, Richard A. Searfoss, Ronald M. Sega, Donald A. Thomas, Carl E. Walz, Terrence W. Wilcutt, Peter J. K. Wisoff, David A. Wolf och Janice E. Voss

#### Astronautgrupp 14[1]
Daniel T. Barry, Charles E. Brady, Catherine G. Coleman, Michael L. Gernhardt, John M. Grunsfeld, Scott J. Horowitz, Brent W. Jett, Kevin R. Kregel, Wendy B. Lawrence, Jerry M. Linenger, Richard M. Linnehan, Michael López-Alegría, Scott E. Parazynski, Kent Rominger, Winston E. Scott, Steven L. Smith, Joseph R. Tanner, Andy Thomas och Mary Ellen Weber

#### Astronautgrupp 15[1]
Scott Altman, Michael P. Anderson, Jeffrey Ashby, Michael J. Bloomfield, Kalpana Chawla, Robert L. Curbeam, Joe F. Edwards, Dominic L. Gorie, Kathryn P. Hire, Rick Husband, Janet L. Kavandi, Susan Kilrain, Steven Lindsey, Edward T. Lu, Pamela Melroy, Carlos I. Noriega, James F. Reilly, Stephen K. Robinson och Frederick W. Sturckow

#### Astronautgrupp 16[1]
David Brown, Daniel C. Burbank, Yvonne D. Cagle, Fernando Caldeiro, Charles J. Camarda, Duane G. Carey, Laurel Clark, E. Michael Fincke, Patrick G. Forrester, Stephen N. Frick, John Herrington, Joan E. Higginbotham, Charles O. Hobaugh, James M. Kelly, Mark E. Kelly, Scott J. Kelly, Paul S. Lockhart, Christopher J. Loria, Sandra H. Magnus, Michael J. Massimino, Richard A. Mastracchio, William McCool, Lee M. Morin, Lisa M. Nowak, Donald R. Pettit, John L. Phillips, Mark L. Polansky, Paul W. Richards, Piers J. Sellers, Heidemarie M. Stefanyshyn-Piper, Daniel M. Tani, Rex J. Walheim, Peggy A. Whitson, Jeffrey N. Williams och Stephanie D. Wilson

#### Astronautgrupp 17[1]
Clayton Anderson, Lee Archambault, Tracy E. Caldwell, Gregory E. Chamitoff, Timothy J. Creamer, Christopher Ferguson, Michael J. Foreman, Michael E. Fossum, Kenneth T. Ham, Gregory C. Johnson, Gregory H. Johnson, Stanley G. Love, Leland D. Melvin, Barbara Morgan, William A. Oefelein, John D. Olivas, Nicholas Patrick, Alan G. Poindexter, Garrett E. Reisman, Patricia Hilliard Robertson, Steven Swanson, Douglas H. Wheelock, Sunita L. Williams, Neil Woodward och George D. Zamka

#### Astronautgrupp 18[1]
Dominic A. Antonelli, Michael R. Barratt, Bob Behnken, Eric A. Boe, Stephen G. Bowen, Alvin B. Drew, Andrew J. Feustel, Kevin A. Ford, Ronald J. Garan, Michael T. Good, Doug Hurley, Timothy L. Kopra, K. Megan McArthur, Karen L. Nyberg, Nicole P. Stott, Barry E. Wilmore och Terry W. Virts

#### Astronautgrupp 19[1]
Joseph M. Acaba, Richard R. Arnold, Randolph Bresnik, Christopher J. Cassidy, James Dutton, Jose M. Hernandez, Robert S. Kimbrough, Thomas H. Marshburn, Dorothy M. Metcalf-Lindenburger, Robert L. Satcher och Shannon Walker

#### Astronautgrupp 20[1]
Jack D. Fischer, Scott D. Tingle, Gregory R. Wiseman, Serena Auñón, Jeanette J. Epps, Michael S. Hopkins, Kjell N. Lindgren, Kathleen Rubins och Mark T. Vande Hei

#### Astronautgrupp 21[1]
Josh A. Cassada, Victor J. Glover, Tyler N. "Nick" Hague, Christina Hammock Koch, Nicole Aunapu Mann, Anne C. McClain, Jessica U. Meir, Andrew R. Morgan

#### Astronautgrupp 22[1]
Kayla Barron, Zena Cardman, Raja Chari, Matthew Dominick, Bob Hines, Warren Hoburg, Jonny Kim, Robb Kulin, Jasmin Moghbeli, Loral O'Hara, Francisco Rubio, Jessica Watkins, Joshua Kutryk, Jenni Sidey-Gibbons

#### Astronautgrupp 23[1]
Nichole Ayers, Marcos Berríos, Christina Birch, Deniz Burnham, Luke Delaney, Andre Douglas, Jack Hathaway, Anil Menon, Christopher Williams, Jessica Wittner, Nora Al Matrooshi, Mohammad Al Mulla

### Nyttolastspecialister
Uttagna för specifika uppdrag med rymdfärjan har flera grupper tagits ut för forskning ombord på rymdfärjan.

#### Spacelab 1-gruppen
Michael L. Lampton och Byron K. Lichtenberg

#### Spacelab 2-gruppen
George W. Simon, Loren W. Acton, Dianne K. Prinz och John-David F. Bartoe

#### Spacelab 3-gruppen
Lodewijk van den Berg, 
Taylor G. Wang, 
Mary H. Johnston och 
Eugene H. Trinh

### Militära astronautgrupper
USA har haft ett flertal militära bemannade rymdprogram initierade.

#### MOL-grupp 1
Michael J. Adams, Albert H. Crews, John L. Finley, Richard E. Lawyer, Lachlan Macleay, Francis G. Neubeck, James M. Taylor och Richard H. Truly

#### MOL-grupp 2
Karol J. Bobko, Robert Crippen, C. Gordon Fullerton, Henry Hartsfield och Robert F. Overmyer

#### MOL-grupp 3
James A. Abrahamson, Robert T. Herres, Robert H. Lawrence och Donald H. Peterson

### Kommersiella grupper
Under rymdfärjeerans inledning erbjöd Nasa kommersiella aktörer som ville lyfta upp satelliter med rymdfärjan eller genomföra tillämpad forskning ombord att få ha med en från respektive företag.

#### McDonell Douglas
Charles D. Walker och Robert J. Wood

#### Hughes Aircraft
Gregory B. Jarvis, Stephen L. Cunningham, L. William Butterworth och 
John H. Konrad

### Civila i rymden
Som ett steg att göra rymden tillgängligt för mer än alla professionella uttagna astronauter skapades programmet civila i rymden av Nasa.

#### Lärare i rymden
Christa McAuliffe och Barbara Morgan

#### Politiker i rymden
E. Jacob Garn och C. William Nelson